# Студена планина
Студена планина се налази јужно од Столова, у близини Краљева, Равне планине и Гоча. Клисура реке Ибар одваја је од Чемерна на западу, а корито Брезанске реке од Столова. Насеље Брезна, где је изграђен планинарски дом, припада граничном подручју Столова и Студене планине. 
Највиши врх планине је Кавгалија (1 355 m). Кавгалија није изразит врх већ је представљен широким билом, какав је и читав гребен ове планине који се шири према долини Ибра. Гребен Студене планине је у облику трокрака који се стичу у Кавгалији. Од највишег врха главни гребен иде у правцу северозапада, према врховима Цветалица и Висока, где се граничи са Столовима. Други крак иде на североисток где се налази врх Зли Чукар, а трећи у правцу Равне планине са врхом Планинички Чукер. Од Кавгалије, односно споја кракова, терен се валовито спушта без наглог губитка висине. 
Гребеном Студене планине неумољиво дувају ветрови, дајући осећај „студени”, што је посебно изражено током зимских месеци, због чега се зиме описују као оштре и опоре. Овим физичким и из њих проистеклих климатских одлика планина дугује свој назив. У народу постоји и име „Ледена” за ову планину.
У току вегетационог периода и лепог времена планински гребен је травната пољана пуна разног цвећа међу којима доминира Нарцис. Одатле потиче назив врха Цветалица.